# Network Rail
A Network Rail egy 2002-ben alapított vasúti vállalat, melynek feladata az Egyesült Királyság vasúthálózatának működtetése és fejlesztése. Összesen 34 ezer alkalmazottat foglalkoztat.

## Állomások
A Network Rail több, mint 2500 állomást kezel az Egyesült Királyságban, melyek összesen hat csoportba tartoznak.
Legfontosabb állomások:

### Nemzeti
- Birmingham New Street vasútállomás
- Bristol Temple Meads vasútállomás
- Edinburgh Waverley
- Glasgow Central
- Leeds
- Liverpool Lime Street vasútállomás
- Manchester Piccadilly vasútállomás
- Reading

### Londoni állomások
- Cannon Street
- Charing Cross
- Euston
- King's Cross
- Liverpool Street
- London Bridge
- Paddington
- St Pancras
- Victoria
- Waterloo

## Képgaléria

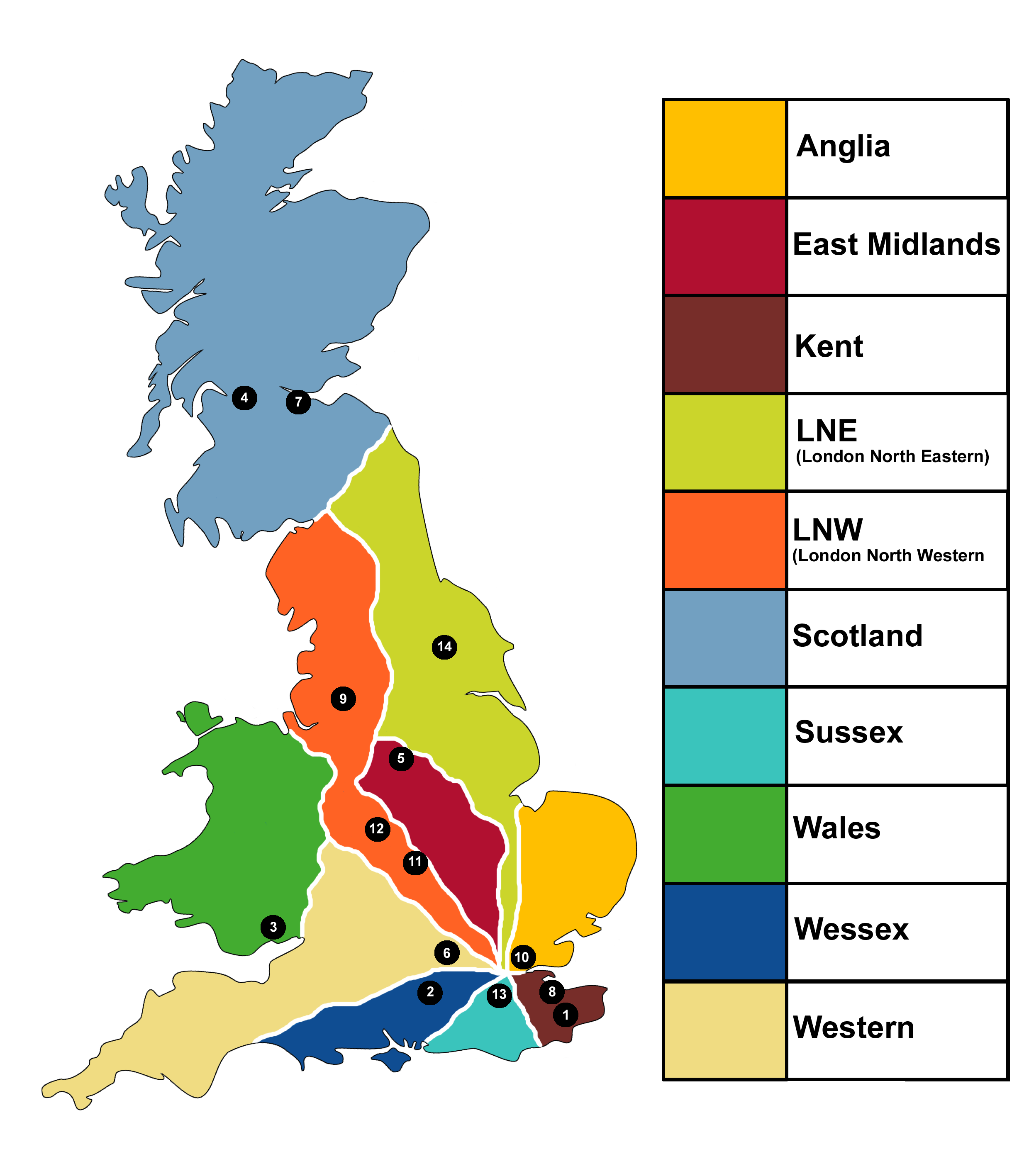
A Network Rail régiói az Egyesült Királyságban
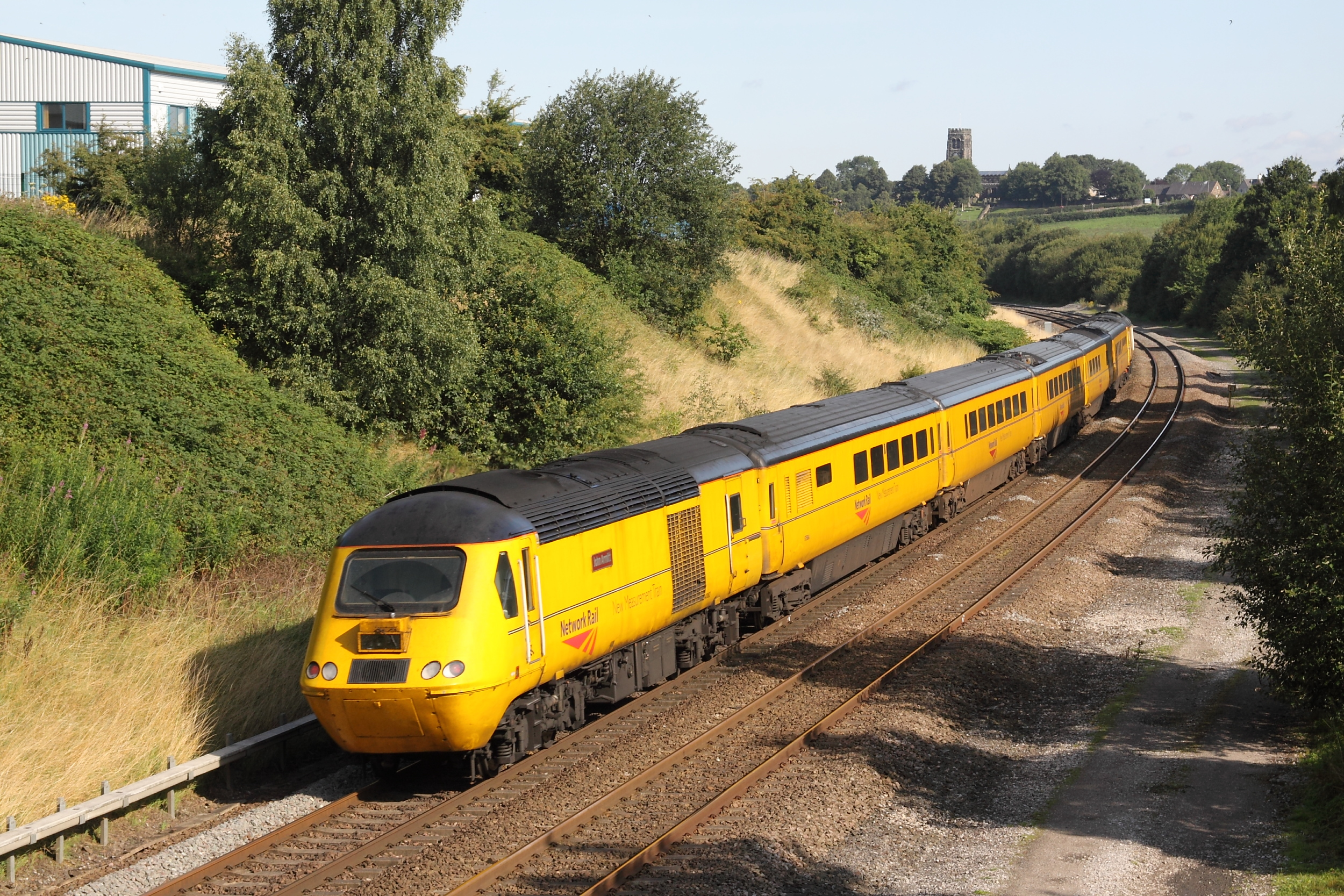
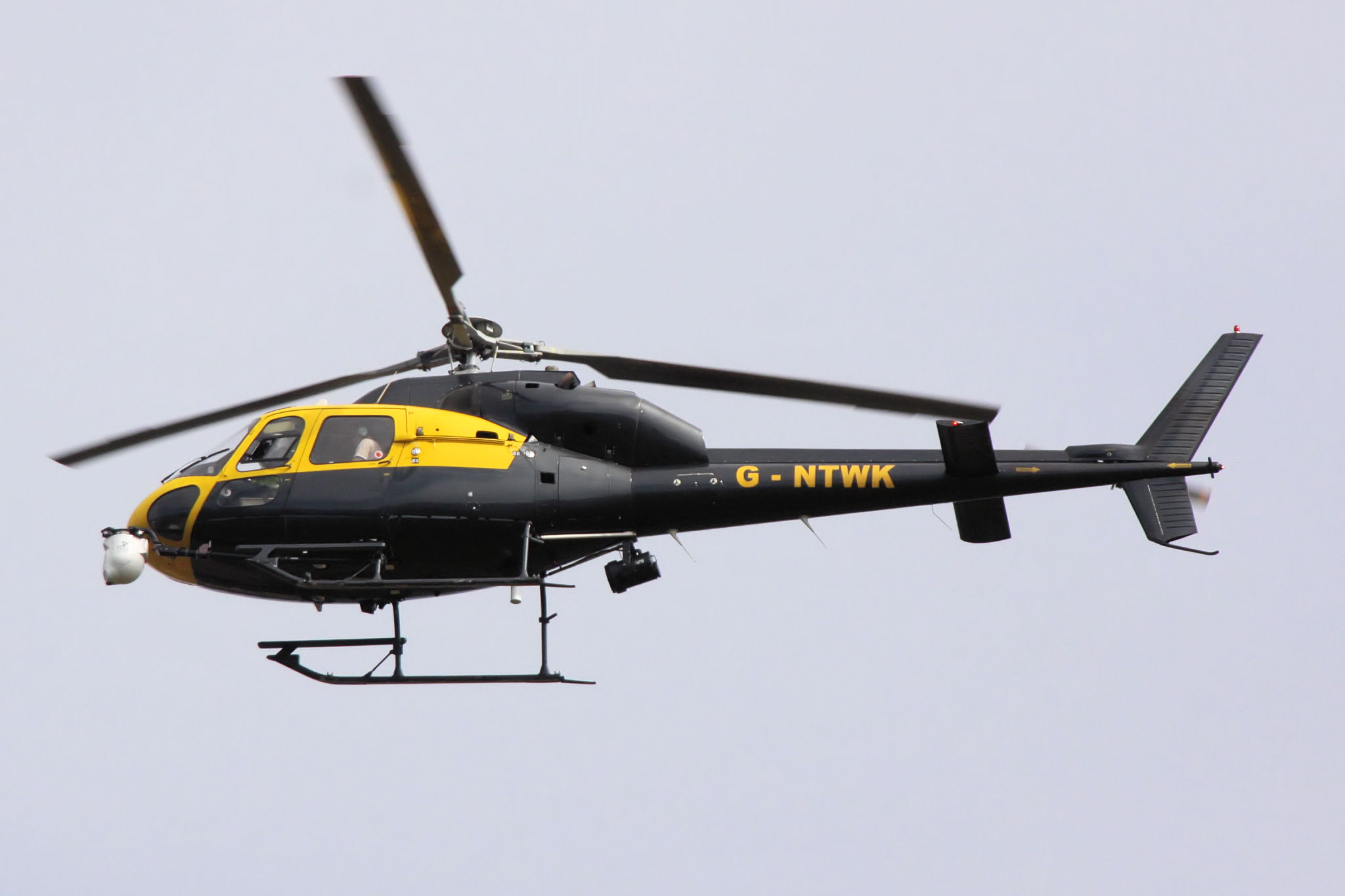
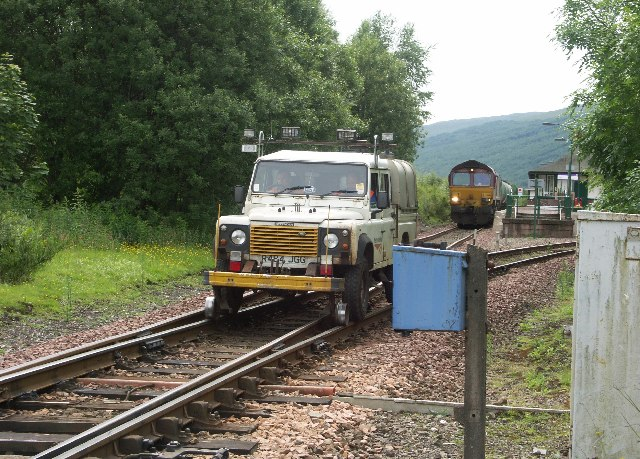
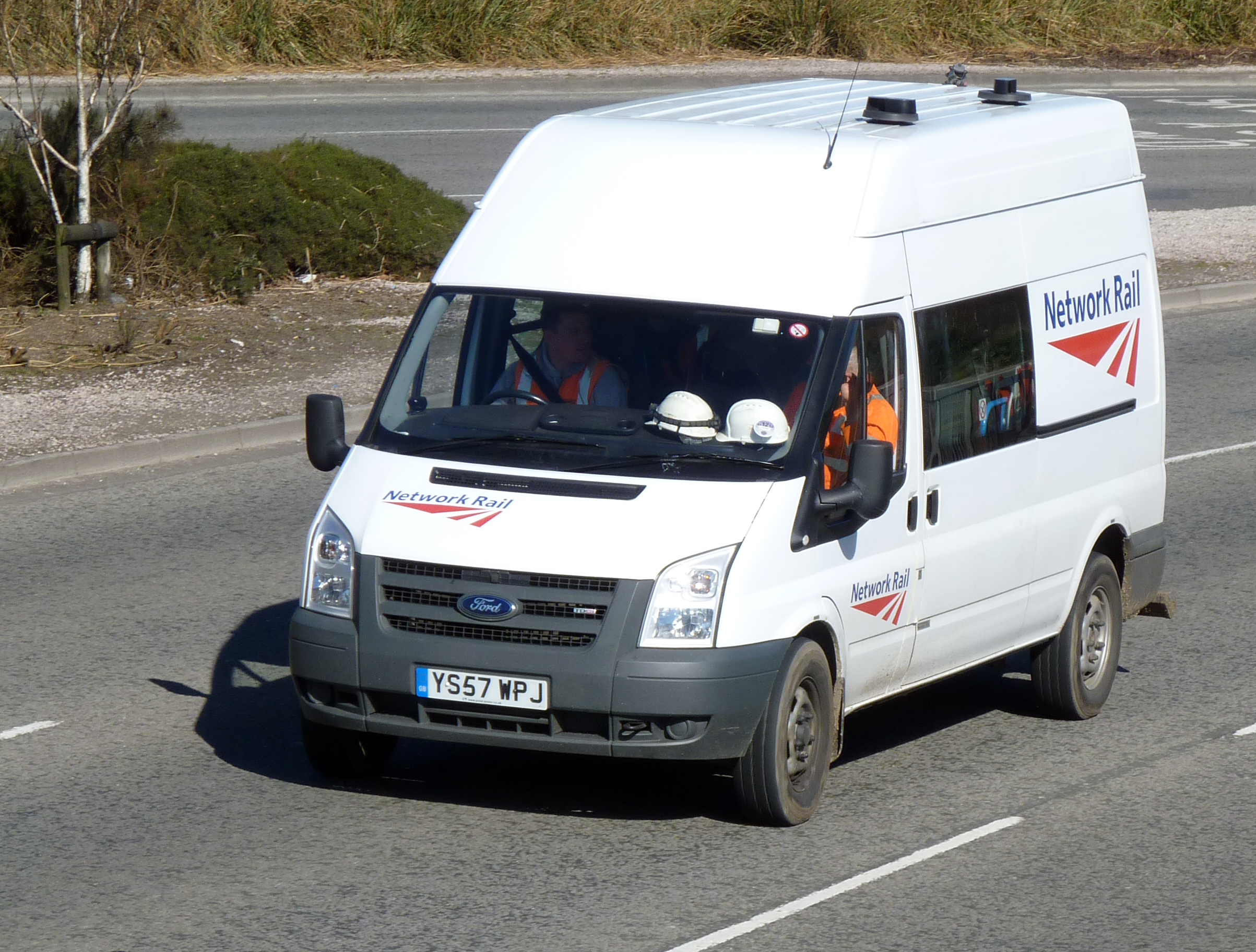
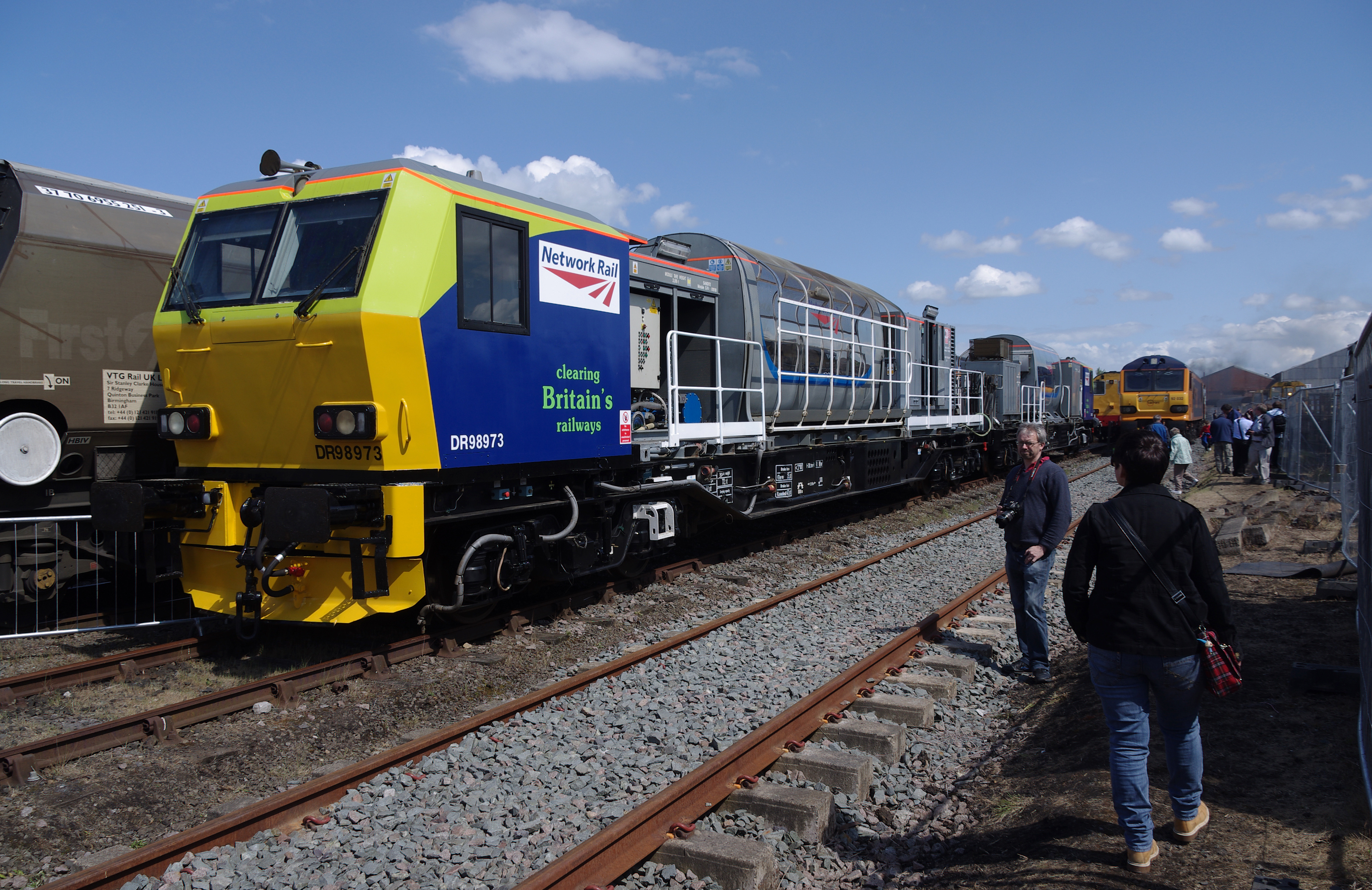
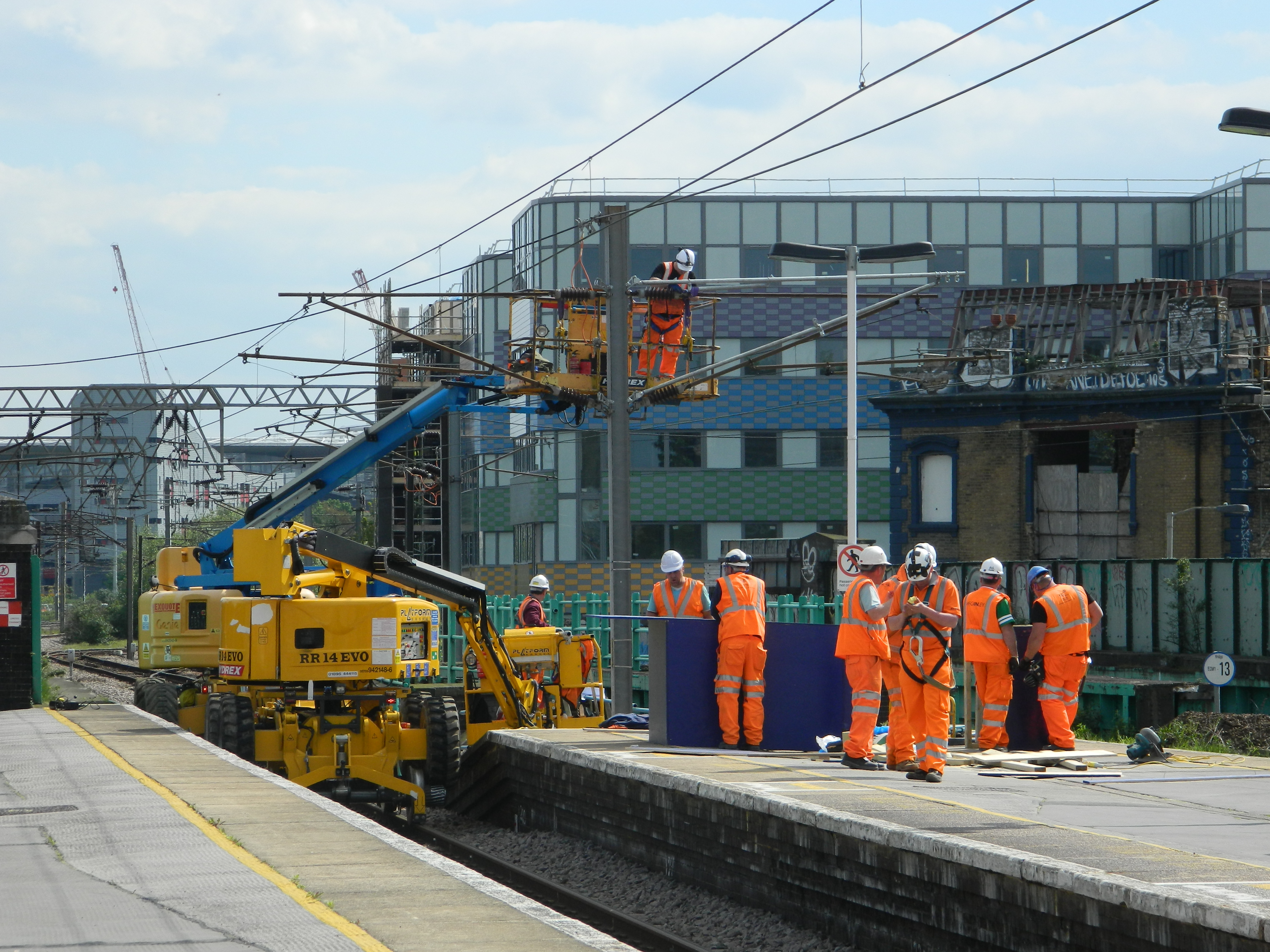